# Тредгольд, Джон Харфильд
Джон Харфильд Тредгольд (англ. John Harfield Tredgold; 1798 — 22 мая 1842) — британский химик, работавший в Капской колонии в Африке. Он занимал несколько управляющих постов, в том числе был Секретарём Британского и зарубежного антирабовладельческого общества (the British and Foreign Anti-Slavery Society). Один из пригородов Кейптауна был назван Харфильд в честь среднего имени Тредгольда.